# Heinrich Schlette
Heinrich Schlette (auch: Johann Heinrich Schlette; * 19. Oktober 1822 in Hannover; † 22. März 1897) war ein deutscher Lehrer und Bibliothekar.

## Leben
Schlette war gemeinsam mit Heinrich Rave Herausgeber des 1861 erstmals im Verlag der Hahn’schen Hofbuchhandlung erschienenen Deutschen Lesebuchs.
Schlette arbeitete bis 1886 als Lehrer, laut dem Adreßbuch, Stadt- und Geschäftshandbuch der Königlichen Residenzstadt Hannover und der Stadt Linden auf das Jahr 1886 an der Bürgerschule I; die evangelisch-lutherisch geprägte Volksschule fand sich in der Altstadt, Köbelingerstraße 5, hatte allerdings einen eigenen Eingang für Mädchen an der Leinstraße. Im selben Jahr wohnte der zugleich als Stadt-Bibliothekar tätige privat im Hause Emmerberg 17, im Parterre, zugleich die Anschrift des Buchhandlungs-Gehilfen Gustav Schlette.
Neben seiner Tätigkeit als Pädagoge wirkte Schlette als Bibliothekar des Historischen Vereins für Niedersachsen sowie der Societätsbibliothek, außerdem von 1878 bis 1894 als Stadtbibliothekar von Hannover.
Schlette vermachte der Stadtbibliothek Hannover eine Büchersammlung, die dort zu den wertvollen Schenkungen gezählt wird.